# HTC Rezound
HTC Rezound (також відомий як HTC ThunderBolt 2, HTC Droid Incredible HD) — смартфон, розроблений компанією HTC, анонсований 3 листопада 2011 року. Випускався із операційною системою Android Gingerbread 2.3.4, після виходу Ice Creame Sandwich є можливість оновлення до версії 4.0.
Це перший смартфон із вбудованим модулем Beats Audio для покращення звуку.

## Критика
Ресурс TheVerge сказав, що HTC Rezound стане одним із найкращих смартфонів, що вийшли перед запуском Ice Cream Sandwich: неймовірний екран у поєднанні із LTE-модемом та потужним процесором.
Ресурсу Engadget сподобався екран та робота апарата в телефонному режимі. Проте не сподобалась «тьмяна» батарея, а інтерфейс користувача HTC Sense не кожному подобається.
Ресурсу TechRadar сподобався швидкий процесор, вдосталь оперативної пам'яті, екран із якістю зображення HD та швидкість мережі LTE. Не сподобалась вага (170 грам (6.00 унцій)) та товщина (13.7 мм (0.54")), що призводять до відчуття наче у кишені цеглина.